# كريغ باتريك
كريغ باتريك (بالإنجليزية: Craig Patrick)‏ (و. 1946 – م) هو لاعب هوكي الجليد، من الولايات المتحدة الأمريكية، ولد في ديترويت، ميشيغان.

## الخدمة العسكرية
خدم في القوات البرية للولايات المتحدة.

## جوائز
حصل على جوائز منها:
- كأس ستانلي.

## روابط خارجية
- كريغ باتريك على موقع دوري الهوكي الوطني (الإنجليزية)
- كريغ باتريك على موقع EliteProspects.com (الإنجليزية)
- كريغ باتريك على موقع HockeyDB.com (الإنجليزية)
- كريغ باتريك على موقع Hockey-Reference.com (الإنجليزية)